# 邾憲公
邾宪公（？—前666年），曹姓，名琐，為春秋諸侯國邾国君主第11代君主，是邾安公的儿子。在位11年。死后，儿子邾文公继位。
| 前任： 邾安公 | 春秋邾国君主 前677年－前666年 | 繼任： 邾文公 |